# Enric Llopis Domènech
Enric Llopis Domènech   (Bellreguard, 15 d'octubre de 2000) és un atleta valencià especialitzat en cursa amb tanques. Va guanyar una medalla de bronze al Campionat Europeu d'Atletisme Sub-23 de 2021, a la prova de 110 metres tanques.

## Trajectòria
Als set anys va començar a jugar a futbol. Després de practicar-lo durant uns quants anys, en una escola d'estiu, el seu entrenador, en veure que tenia aptituds, el va animar a competir en atletisme. Va tornar durant un temps al futbol, però finalment el va deixar cansat de veure pares insultant des de la grada i altres faltes de respecte. De seguida es va dedicar a les tanques, com el seu amic Lluís Salort.
El 2019 va debutar com a internacional absolut al Campionat d'Europa en pista coberta, aconseguint passar a les semifinals dels 60 metres tanques.
El 2022 va aconseguir la seva primera final internacional absoluta al Campionat d'Europa. Va acabar setè després d'ensopegar amb un rival. El 19 de febrer del 2023 va igualar el rècord d'Espanya de 60 metres tanques en pista coberta, en poder d'Orlando Ortega, durant el Campionat d'Espanya. Al març va aconseguir la final d'aquesta distància al Campionat d'Europa, però no va poder acabar la cursa en patir una caiguda.
Als jocs olímpics de París 2024 Quique finalitzà quart, aconseguint diploma olímpic, a només onze centèsimes del bronze en 110 tanques a París 2024.